# Agnes Mary Frances Duclaux
Agnes Mary Frances Robinson (conocida como Agnes-Marie-François Darmesteter después de su primer matrimonio, y Agnes Mary Frances Duclaux después del segundo; 27 de febrero de 1857 - 9 de febrero de 1944) fue poeta, novelista, ensayista, crítica literaria y traductora.

## Vida
Agnes Mary Frances Robinson nació en Leamington, Warwickshire, el 27 de febrero de 1857, hija de un rico arquitecto. Después de unos años, la familia se mudó para formar parte de la comunidad artística que crecía en Londres. Robinson y su hermana menor, Frances Mabel Robinson, compartieron su educación con institutrices y en Bruselas hasta que entraron en el University College de Londres por un año. La casa de Robinson se convirtió en un lugar central para los pintores y escritores del Pre-Raphaelismo como William Michael Rossetti, William Morris, William Holman Hunt, Edward Burne-Jones, James Abbott McNeill Whistler, Arthur Symons, Ford Madox Brown y Mathilde Blind, donde se creó  una verdadera comunidad de artistas.
En 1876, Robinson conoció a John Addington Symonds, quien le dio consejos literarios para empezar a escribir. El primer libro de poemas de Robinson, A Handful of Honeysuckle (Un Puñado de Madreselva),  fue publicado en 1878 y fue recibido con mucho éxito. En 1880, la familia viajó a Italia, donde Robinson conoció a Vernon Lee (Violet Paget). Durante la década de 1880, Robinson publicó un libro de poesía casi todos los años, así como su única novela Arden. Fue aclamada precisamente por producción lírica. En 1888, Robinson se casó con James Darmesteter, un profesor judío del Colegio de Francia, y se mudó a París, Francia. Darmesteter tradujo gran parte de las obras de Robinson al francés durante su matrimonio, y Robinson mejoró su francés hasta publicar su primera obra original en francés, Marguerites du Temps Passé (Margaritas del Tiempo Pasado). Durante su estancia en París, Robinson y su marido formaron parte de la sociedad literaria parisina que incluía a Hippolyte Taine, Ernest Renan y Gaston Paris. Después de 6 años de matrimonio, Darmesteter murió el 19 de octubre de 1894 de una corta enfermedad y dejó viuda a Robinson a la edad de 38 años. Robinson permaneció en Francia después de la muerte de Darmesteter y allí escribió artículos para la Revue de Paris (Revista de París), tradujo la obra de su difunto marido e investigó sobre una biografía que escribió para Ernest Renan.[cita requerida]
Robinson también estuvo ligada a la comunidad científica de Francia y en 1902 se casó con Emile Duclaux, un estudiante del biólogo y químico Louis Pasteur. Robinson contribuyó a los estudios científicos de Duclaux y le ayudó en sus escritos. Después de la muerte de Duclaux en 1904, Robinson siguió profundizando en su conocimiento de Francia y de la vida francesa, viviendo con sus hijastros entre la Auvergne y París. Durante los siguientes 20 años, Robinson escribió biografías de destacados artistas, críticas de literatura y colecciones de poesía. Cuando estalló la guerra en 1939, sus hijastros trasladaron a Robinson y a su hermana Mabel a un escondite en Aurillac donde permaneció a salvo, escribiendo tranquilamente poesía francesa e inglesa. En 1943, Robinson fue operada para quitarle una doble catarata de los ojos, pero murió 4 meses después, el 9 de febrero de 1944. Robinson murió a la edad de 87 años y fue enterrada en Aurillac.

## Relaciones personales
Robinson tuvo muchas relaciones personales a lo largo de su vida. Su relación más larga la compartió con Vernon Lee (el pseudónimo de Violet Paget). Las dos viajaron por Inglaterra, Francia e Italia durante 8 años hasta que Robinson optó por una vida matrimonial con Darmesteter en París. Lee se derrumbó después del anuncio inicial del matrimonio y, aunque nunca se recuperó del todo, renovó su amistad después a través de cartas y algunas visitas a París. En la Bibliothèque nationale de París, todavía existen 1.253 páginas de cartas entre Lee y Robinson y 1100 de las páginas son de 1880-1887, antes de que Robinson se casara con Darmesteter. Las cartas contienen términos personales como "querido amor" y "querida gloria de mi vida" demostrando la conexión que las mujeres compartían.
Robinson y Lee también compartieron una estrecha relación con el autor John Addington Symonds, quien publicó artículos sobre la homosexualidad masculina y trabajó estrechamente con Havelock Ellis en su obra Sexual Inversion (Inversión Sexual). Aunque Symonds estaba casado y era abiertamente homosexual, sus cartas muestran su aprecio por Robinson. En una de ellas afirma que Robinson era "un amigo encantador en todos los sentidos: el espíritu más bello y gentil que nunca me he encontrado". Symonds fue mentor de Robinson a través de su estudio de la lengua y la literatura griegas en el University College London. Symonds compartía una relación intelectual con Robinson y Lee, asumiendo el papel de profesor y crítico de sus obras.

## Obras
Robinson escribió cientos de poemas y baladas que se publicaron en muchas revistas y libros. Robinson publicó libros de su propia colección de obras tanto en inglés como en francés, y también escribió la primera biografía completa de Emily Brontë con críticas positivas. La poesía y las publicaciones de Robinson se consideraron en su mayoría parte del movimiento intelectual del esteticismo. El movimiento refleja el significado de la poesía como belleza, sin un significado más profundo. En 1902, Robinson publicó Collected Poems (La Colección de Poemas), obra lírica y narrativa que contenía un breve "Prefacio" escrito sobre el tema de la poesía y la autoría. Aunque Robinson comenta que la poesía debe escribirse en el límite o "extremo" de uno, admite que esta colección de poemas se escribió en el lapso de 23 años y fueron "re-considerados", "revisados" y "re-escritos". Acepta que los poetas no buscan reconocimiento hoy, pero "pueden encontrar una audiencia mañana"; finalmente se reconoce en la línea de grandes poetas como Byron, Hugo y Keats.[cita requerida]
Robinson se enorgullece de ser un poeta menos conocido que puede crear las obras menores de la sinceridad. Dice: "No todos podemos ser grandes poetas; pero los más humildes, si son sinceros, pueden dar un placer genuino". Robinson escribe a partir de lo que ve y sabe, y su estética se forma al comentar "que la vida ha sido una Oda, de la cual estas páginas son los fragmentos dispersos".
La colección de poemas más controvertida de Robinson de su época fue The New Arcadia (La Nueva Arcadia). Esta colección de poemas contaba las historias de una serie de personajes que vivían en la Inglaterra rural. Los poemas trataban de concienciar sobre la pobreza rural causada por la depresión agrícola de la década de 1870. Robinson investigó, junto con Lee, cómo la poesía podía invocar compasión y comprensión en el lector.

## Lista de obras[2]
- A Handful of Honeysuckle (1878)
- The Crowned Hippolytus (1881)
- Arden (1883)
- Emily Brontë (1883)[8]
- The New Arcadia and Other Poems (1884)
- An Italian Garden (1886)
- Margaret of Angoulême, Queen of Navarre (1886) (Inglaterra)
- Margaret of Angoulême, Queen of Navarre (1887) (América)
- Poésies (1888) (traducida en francés por Darmesteter)
- Songs, Ballads and a Garden Play (1888)
- The End of the Middle Ages (1889)
- The New Arcadia (1890)
- Lyrics Selected from the Works of A. Mary. F. Robinson (1891) (traducida en francés por Darmesteter)
- Marguerites du Temps Passé (1892)
- Retrospect and Other Poems (1893)
- Froissart (1894) (francés)
- Froissart (1895) (traducida en inglés por E.F. Poynter)
- An Italian Garden (1897)
- A Medieval Garland (1897) (traducida en inglés por Mary Tomlinson)
- The Life of Ernest Renan (1898) (inglés)
- La Vie de Ernest Renan (1898) (francés)
- La Reine de Navarre, Marguerite d’Angoulême (1900) (traducida en francés por Pierre Mercieux)
- Grands Écrivains d’Outre-Manche (1901) (francés)
- Collected Poems, Lyrical and Narrative (1902)
- The Fields of France (1903)
- The Return to Nature (1904)
- The Fields of France: extended (1905)
- La Vie de Émile Duclaux (1906)
- Songs from an Italian Garden (1908)
- The French Procession, a pageant of great writers (1909)
- The French Ideal, Pascal, Fénelon and other essays (1911)
- A Short History of France from Caesar’s Invasion to the Battle of Waterloo (1918)
- Twentieth Century French Writers (1919)
- Victor Hugo (1921)
- Images and Meditations, A book of poems (1923)
- The Life of Racine (1925)
- Victor Hugo (1925) (francés)
- Portrait of Pascal (1927)